# Калібо
Калібо (тагал. Kalibo) — муніципалітет I класу і адміністративний центр провінції Аклан,  Філіппіни,  на північному заході острова Панай. Головний транспортний вузол для відвідування курорту Боракай через аеропорт Калібо. Місто відоме фестивалем Аті-Атіхан і мангровим лісом в передмісті — еко-парк Бакхаван. У 2010 році населення міста становило 74 619 осіб.

## Етимологія

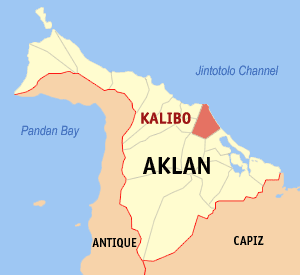
Калібо на карті провінції Аклан

Слово "Калібо" походить від акланонського "«sangkâ líbo»" («тисяча»),  що за загальною думкою вважається рідним народу аета,  який був присутній на першій католицькій месі. Калібо спочатку писався як «Calivo».
Спочатку місто Калібо називалося жителями "«akean»",  що схоже з назвою річки поблизу. Слово "akean" означає спів проточної води від кореня слова "акае",  що означає «кипіти». "Акае-акае" означає «міхур» або «кипіти»,  або «зробити звук булькання або кип'ятіння» акланонською мовою.
Іспанці чергували назви "Аклан" і "Calivo" для позначення міста. Крім цих двох назв використовуються і інші,  такі як "Calibo",  "Daclan",  "Adan",  і "Calibog".

## Історія
В 1569 році Мігель Лопес де Легаспі заснував місто з населенням 2000 осіб,  з яких 500 він завербував,  щоб допомогти підкорити інші частини Філіппін. 3 листопада 1571 року місто стало колонією енком'єндою і 22 квітня 1581 році місто відзначилося приходом августинського ордена. Під час іспанської ери Калібо був частиною провінції Капис.
23 березня 1897 року дев'ятнадцять акланських мучеників(англ.) були страчені іспанським колоніальним урядом за їх роль у Філіппінській революції.
Місто було зачеплене Другою світовою війною. 8 листопада 1956 року була створена провінція,  центром якої став Калібо. На початку 21-го століття конгресмен Аклана,  Флоренсіо Мірафлорес,  представив законопроєкт,  в якому пропонувалося надати Калібо статус міста,  але поки це не сталося.
18 листопада 2008 року Верховний Суд Філіппін задовольнив клопотання "Ліги філіппінських міст" про анулювання статусу "міста" 16 міст,  в тому числі і Калібо,  чиї статуси були прийняті раніше в ході 11-го з'їзду.

## Барангаї
Калібо адміністративно поділяється на 16 барангаїв.
| Барангай       | Чисельність |
| -------------- | ----------- |
| Andagaw        | 12 607      |
| Bachaw Norte   | 2031        |
| Bachaw Sur     | 2688        |
| Briones        | 1246        |
| Buswang New    | 9231        |
| Buswang Old    | 2420        |
| Caano          | 1488        |
| Estancia       | 8672        |
| Linabuan Norte | 4058        |
| Mabilo         | 2298        |
| Mobo           | 1939        |
| Nalook         | 2879        |
| Poblacion      | 11 018      |
| Pook           | 5010        |
| Tigayon        | 4648        |
| Tinigaw        | 2386        |

## Економіка
Головною галуззю Калібо є сільське господарство, яке базується на вирощуванні рису, кокосів і тканинах «пайна»(англ.) та «абака». Також частиною експорту є сумки, виготовлені з листів корифи.
Тканину міста Калібо використовувалася в 1996 році під час саміту АТЕС на Філіппінах, коли світові лідери наділи ананасовий шовк «Баронг Тагалог» під час обов'язкової фотосесії.
Калібо також має м'ясо-переробну промисловість, яка виробляє чорізо, суфле та інші м'ясні продукти.
Пік туризму в Калібо припадає на час фестивалю Аті-Атіхана, який відзначається у другий тиждень січня з кульмінацією в третю неділю місяця.

## Культура

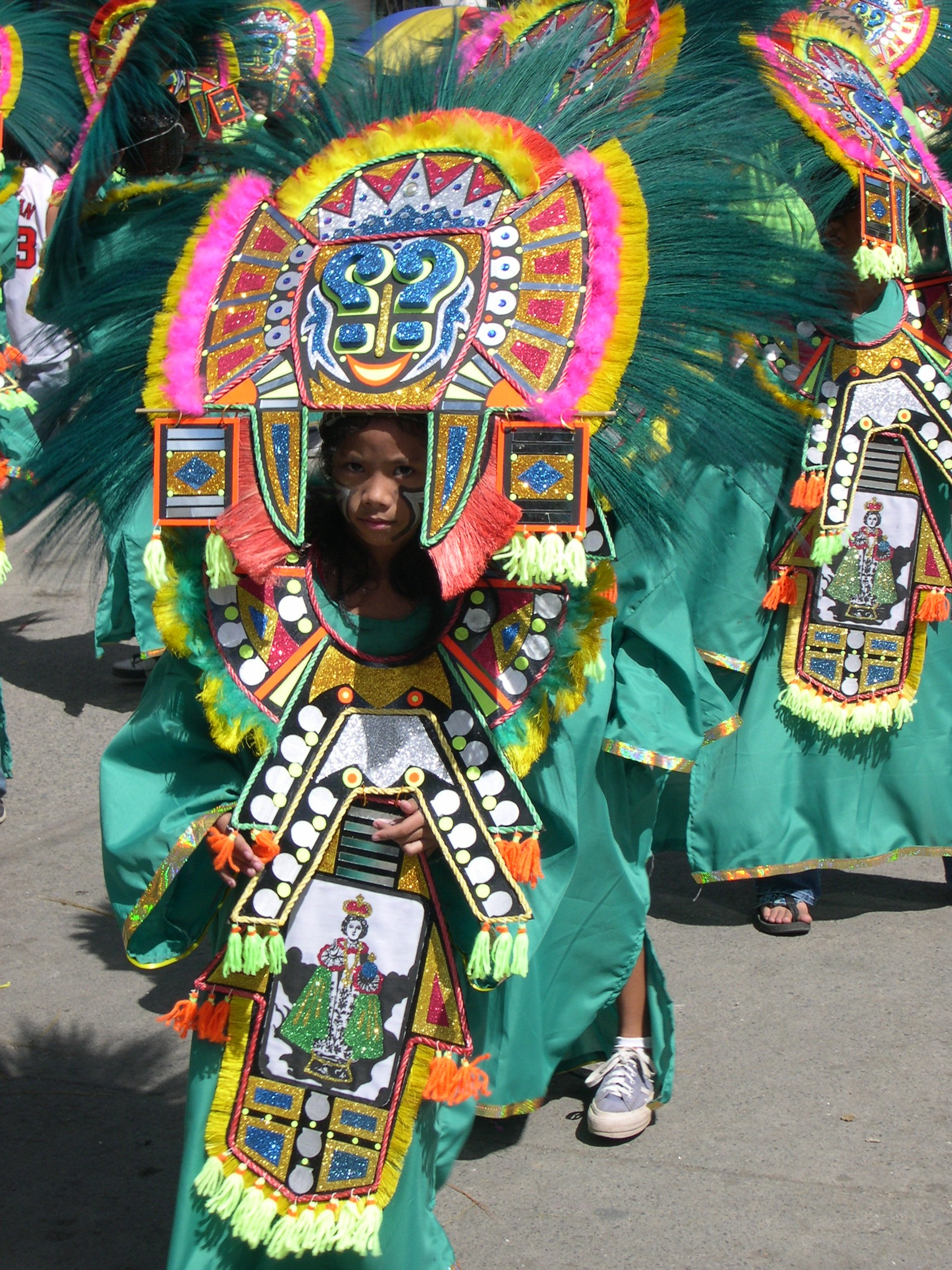
Аті-Атіхан в 2007 році

### Фестиваль Аті-Атіхан
Аті-Атіхан у Калібо — це свято,  яке відзначається кожну другу неділю січня і завершуючись на третю неділю місяця. Святкуючі мажуть себе сажею або будь-яким барвником в чорний колір речовиною для того,  щоб виглядати як аети. Вважається,  що Аті-Атіхан проводиться з 1212 року.

### Пам'ятки
Визначні пам'ятки включають річку Аклан,  яка тече в місті і дає назви однойменній провінції. В межах міста лежить Храм Свободи на честь пам'яті ветеранів другої світової війни і історичний музей "Museo it Akean". За містом розташований еко-парк Бакхаван - 220 гектарів мангрових лісів - результат проєкту з лісовідновлення,  розпочатий у 1990 році в барангаї "Buswang New".

## Транспорт

### Повітряний
Тривалість авіаперельоту в Калібо з Маніли становить близько 45 хвилин і виконуються чотирма авіакомпаніями: Philippine Airlines,  Cebu Pacific,  AirAsia Zest та PAL Express. Під час фестивалю Аті-Атіхан кількість рейсів збільшується.
PAL Express також пропонує рейси до міст Пекін,  Пусан і Сеул. Авіакомпанія AirAsia Zest здійснює рейси в міста Австралії,  Китаю,  Малайзії,  Південної Кореї.
Калібо є головним пересадочним вузлом на курортний острів Боракай. Міжнародний аеропорт Калібо розташований приблизно в десяти хвилинах їзди від головної площі міста.

### Морський
Недалеко від Калібо є чотири порти. Порт New Washington розташований в 20 хвилинах їзди від Калібо,  до порту "Dumaguit" можна дістатися за годину. Порт Batan доступний через "Dumaguit" і "Altavas",  в той час як порт Malay в двох годинах їзди. Час у дорозі з Маніли до Аклану становить від 14 до 18 годин.
Причал порту Катіклан є частиною рол-рол-офф - потужної системи морського шляху,  що з'єднує Вісайські острови,  Лусон і Мінданао,  яка проходить через Калібо до Капис або Ромблон. Пристань знаходиться у барангаї "Pook".

### Наземний

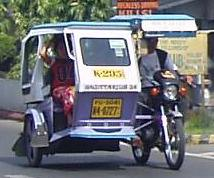
Трайсикл з 7-місцевої коляскою.

Громадський транспорт представлений трайсиклом,  таксі,  мультикабом і джипні.
Розташований Калібо у 158 кілометрах від міста Ілоїло,  у 86 кілометрах від міста Рохас і у 182 кілометрах від Сан-Хосе,  Антике. До сусідніх міст можна дістатися автобусом або маршрутним таксі. Час поїздки в Катіклан в діапазоні від 50 до 90 хвилин в залежності від виду транспорту.
Громадський транспорт
На вулицях Калібо домінує трайсикл і є основним видом громадського транспорту. Калібо має свою власну версію дизайну трайсикла,  який може вмістити до 8 пасажирів. Дизайн був також прийнятий в іншій частині провінції Аклан і деяких частинах провінції Антике. Всього зареєстровано 3500 трайсиклов,  які розподіляються за такими маршрутами:
| Номер маршруту | Колір              | Зона дії                                                                         | Термінал                           |
| -------------- | ------------------ | -------------------------------------------------------------------------------- | ---------------------------------- |
| 1              | Зелений            | Osmena Avenue, Estancia, Tinigao, Tigayon, Linabuan Norte                        | Kalibo Public Market               |
| 2              | Синій              | Andagao, New Buswang, Old Buswang, Bakhaw Sur, Bakhawan Eco-Park                 | RC Supermart; Gaisano( to Andagao) |
| 3              | Помаранчевий       | Cardinal Sin Avenue, Pook, Kalibo International Airport, Nalook, Mabilo, Briones | Allen's Mart                       |
| 4              | Білий і фіолетовий | Poblacion, Capitol Site, BLISS Site, ASU, Roxas Ave.Extension                    |                                    |

## Освіта
Калібо є домівкою для коледжів та університетів: акланський католицький коледж,  акланський політехнічний коледж,  акланський державний університет,  технологічний коледж Гарсія ,  північно-західний вісайський коледж,  панайський технологічний коледж,  коледж Святого Гавриїла,  калібський коледж STI.